# Adiós, Roberto
Adiós, Roberto es una película argentina dramática de 1985 dirigida por Enrique Dawi y escrita por Lito Espinosa. Es protagonizada por Carlos Calvo, Víctor Laplace, Ana María Picchio y Héctor Alterio. Fue estrenada el 4 de abril de 1985.
Fue la primera película argentina que abordó abiertamente el amor homosexual.

## Argumento
Roberto (Carlos Calvo) es un empleado de oficina que se separa de su esposa, Marta (Ana María Picchio), con la que tiene un hijo, y necesita un lugar donde mudarse. Un amigo le recomienda hablar con su primo, Marcelo (Víctor Laplace), un escritor que vive solo en un departamento amplio.
Al momento de mudarse Roberto no sabe que Marcelo es homosexual, aunque le parece «raro». Ambos entablan una buena amistad hasta que Marcelo le cuenta a Roberto que «no le gustan las mujeres», pero el dato no es óbice para que dejen de ser amigos o vivir juntos.
Una noche, luego de ir a un ágape del ambiente artístico y beber, se insinúa que los amigos tienen su primer encuentro sexual (aunque no se muestra siquiera que se hayan dado un beso). Roberto entonces debe enfrentar sus prejuicios y a los mandatos heterosexuales sociales de la época, los cuáles se expresan en su mente a través de sueños y apariciones simultáneas: es rechazado por los amigos del barrio, su exesposa le pide que vuelvan a ser pareja, su padre ya fallecido lo golpea, un sacerdote católico le dice que es una «ofensa a Dios», un psicólogo le recomienda un «tratamiento terapéutico», una prostituta que frecuentaba de chico le dice que no puede creer «que se haya dado vuelta», el matón del barrio — acompañado de un grupo de policías vestidos de civil — le ofrece «gatillar» (asesinar) a Marcelo, y su madre no deja de llorar.
Roberto entra en crisis y decide dejar de vivir con Marcelo y mudarse a un hotel barato. El choque interno entre su deseo de estar con Marcelo y los mandatos heterosexuales lleva a Roberto a sufrir una crisis nerviosa, durante la cual sale enajenado a la calle en calzoncillos, siendo luego detenido por la policía y encarcelado. La policía le permite entonces hacer una sola llamada y Roberto elige llamar a Marcelo, quien va a la comisaría con un abogado para liberarlo. Al salir a la calle, Roberto descubre que también están esperándolo su esposa y su hijo, a quienes Marcelo había llamado antes de ir a la comisaría. Roberto abraza entonces a su hijo, y cuando Marcelo empieza a retirarse le pregunta a dónde va, recibiendo como respuesta del último: «¿A dónde voy a ir? A casa. Sabés dónde vivo. Chau».

## Reparto
| Actor                  | Personaje                 |
| ---------------------- | ------------------------- |
| Carlos Calvo           | Roberto Mazzitelli        |
| Víctor Laplace         | Marcelo Estévez           |
| Ana María Picchio      | Marta                     |
| Héctor Alterio         | Psicólogo                 |
| María Cristina Laurenz | Alejandra                 |
| María Vaner            | Chabela                   |
| Osvaldo Terranova      | Cura                      |
| Héctor Pellegrini      | Primo de Marcelo          |
| Onofre Lovero          | Padre de Roberto          |
| Pablo Codevila         | Luisito, amigo de Roberto |
| Aldo Piccione          |                           |
| Jacques Arndt          |                           |
| Ercilia Alonso         |                           |
| Ricardo Jordán         |                           |
| León Sarthié           |                           |
| Marcela Sola           | Madre de Roberto          |